# Coppa Continentale 2014-2015 (hockey su pista)
La Coppa Continentale 2014-2015 è stata la 34ª edizione (la diciassettesima con la denominazione Coppa Continentale) dell'omonima competizione europea di hockey su pista. Alla manifestazione hanno partecipato gli spagnoli del Barcellona, vincitori dell'Eurolega 2013-2014, e i connazionali del Noia, vincitori della Coppa CERS 2013-2014. 
A conquistare il trofeo è stato il Noia al secondo successo nella sua storia.

## Squadre partecipanti
| Club       | Qualificazione             | Partecipazioni precedenti (il grassetto indica la vittoria) |
| ---------- | -------------------------- | --- |
| Barcellona | Detentore dell'Eurolega    | 1980-1981, 1981-1982. 1982-1983, 1983-1984, 1984-1985, 1985-1986, 1987-1988, 1997-1998, 2000-2001, 2001-2002, 2002-2003, 2004-2005, 2005-2006, 2006-2007, 2007-2008, 2008-2009, 2010-2011 |
| Noia       | Detentore della Coppa CERS | 1988-1989, 1989-1990, 1998-1999 |

## Risultati
| Squadra 1 | Totale          | Squadra 2  | Andata | Ritorno |
| --------- | --------------- | ---------- | ------ | ------- |
| Noia      | 3 - 3 (3-2 dcr) | Barcellona | 0 - 0  | 3 - 3   |

| Sant Sadurní d'Anoia 20 settembre 2014 Finale di andata | Noia | 0 – 0 | Barcellona | Pavelló Ateneu Agrícola |

| Barcellona 28 settembre 2014 Finale di ritorno | Barcellona     | 3 – 3 (d.t.s.) | Noia | Palau Blaugrana |
| \| \| \| \| \| \| Shootout 2 – 3 \| \|         |                |                |      |                 |
|                                                |                |                |      |                 |
|                                                | Shootout 2 – 3 |                |      |                 |